# Guillermo Navarro

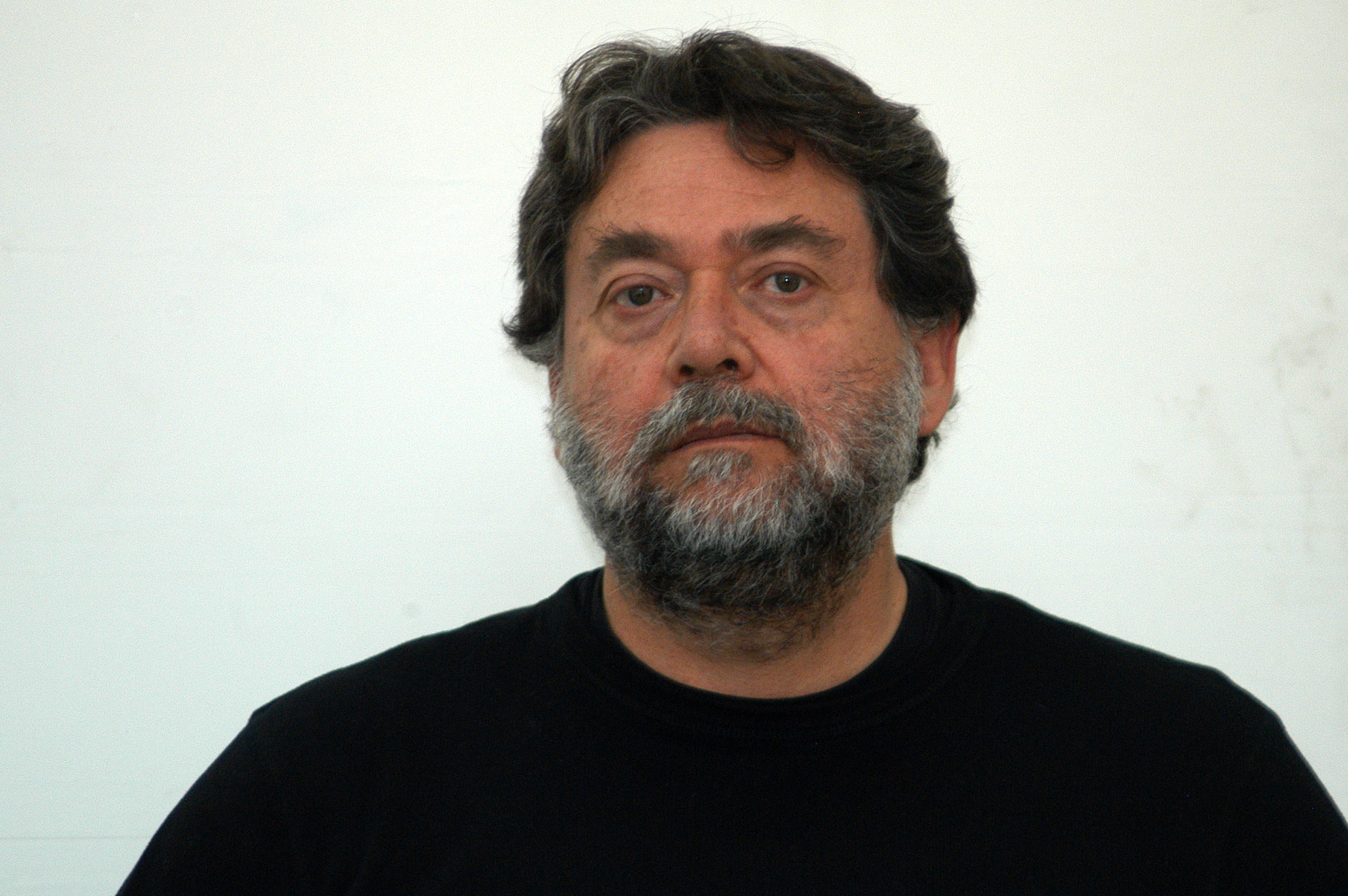
Guillermo Navarro

Guillermo Navarro (* 1955 in Mexiko-Stadt) ist ein mexikanischer Kameramann und Fernsehregisseur.

## Leben
Guillermo Navarro wurde 1955 in Mexiko-Stadt geboren, wo er auch aufwuchs und ein Soziologie-Studium an der Nationalen Autonomen Universität von Mexiko begann. Mit 13 Jahren wandte er sich der Fotografie zu und zeigte sich später als Fotograf unter anderem für die Covers von Musikalben verantwortlich und arbeitete auch in der Modeindustrie. Durch einen von seiner Schwester vermittelten Auftrag, die als Filmproduzentin arbeitete, fand Navarro Gefallen an der Tätigkeit als Kameramann. Nach einem Jahr Berufserfahrung als Kameraassistent, hatte er jedoch Probleme in der heimischen Filmindustrie Fuß zu fassen und er arbeitete Anfang der 1970er Jahre vorwiegend an der Produktion von Dokumentarfilmen, die er auch als Regisseur betreute. Der berufliche Erfolg stellte sich erst durch den Wechsel nach Europa ein, wo er in Paris den argentinischen Kameramann Ricardo Aronovich kennenlernte, in dem er seinen Mentor fand.
Mitte der 1980er Jahre kehrte Navarro nach Mexiko zurück, wo er von nun an begann als Kameramann an Spielfilmproduktionen mitzuwirken. 1992 machte er die Bekanntschaft mit Regisseur Guillermo del Toro, der ihn für seinen Horrorfilm Cronos verpflichtete, für den der Kameramann ein Jahr später bei den Filmfestspielen von Cannes ausgezeichnet wurde. Ein Jahr später folgten erste Engagements in Hollywood. 1995 war Navarro für die Bilder von Robert Rodriguez’ erfolgreichen Action-Thriller Desperado verantwortlich, den zweiten Teil der El-Mariachi-Trilogie des US-amerikanischen Regisseurs. Sowohl Del Toro als auch Rodriguez arbeiteten wiederholt mit dem Mexikaner zusammen. Der bisher größte Erfolg stellte sich 2006 mit Guillermo del Toros Pans Labyrinth ein. Das Fantasy-Drama, das 1944 in Spanien nach dem Bürgerkrieg spielt, war Erfolg bei Kritikern und Publikum beschieden und brachte Navarro bei der Oscarverleihung 2007 den Sieg in der Kategorie Beste Kamera ein, wo er gegen seinen favorisierten Landsmann Emmanuel Lubezki (Children of Men) triumphierte.
Seit 2014 ist Navarro auch als Fernsehregisseur tätig, er inszenierte unter anderen mehrere Episoden der Fernsehserie Hannibal. 2017 drehte er mit Cocaine Godmother seinen ersten Spielfilm.

## Filmografie (Auswahl)
Als Kameramann
- 1992: Cronos (La Invención de Cronos)
- 1993: Dollar Mambo
- 1995: Desperado
- 1995: Four Rooms
- 1996: From Dusk Till Dawn
- 1996: Café Blue Eyes – Schlafloses Verlangen (Dream for an Insomniac)
- 1996: Tödliche Weihnachten (The Long Kiss Goodnight)
- 1997: Spawn
- 1997: Jackie Brown
- 1999: Stuart Little
- 2001: Spy Kids
- 2001: The Devil’s Backbone (El Espinazo del diablo)
- 2004: Hellboy
- 2005: Zathura – Ein Abenteuer im Weltraum (Zathura)
- 2006: Pans Labyrinth (El laberinto del fauno)
- 2006: Nachts im Museum (Night at the Museum)
- 2008: Hellboy – Die goldene Armee (Hellboy II: The Golden Army)
- 2008: It Might Get Loud
- 2011: Ich bin Nummer Vier (I am Number Four)
- 2011: Breaking Dawn – Biss zum Ende der Nacht, Teil 1 (The Twilight Saga: Breaking Dawn – Part 1)
- 2012: Breaking Dawn – Biss zum Ende der Nacht, Teil 2 (The Twilight Saga: Breaking Dawn – Part 2)
- 2013: Pacific Rim
- 2014: Nachts im Museum: Das geheimnisvolle Grabmal (Night at the Museum: Secret of the Tomb)
- 2017: Star Trek: Discovery (Fernsehserie, 1 Folge)
- 2017: Cocaine Godmother
- 2021: The Unforgivable

Als Regisseur
- 2013–2015: Hannibal (6 Episoden)
- 2015: Narcos (Episoden 1x03–1x04)
- 2016: Preacher (Episode 1x07)
- 2017: Cocaine Godmother
- 2022: Guillermo del Toro’s Cabinet of Curiosities (Episode 1x01)

## Auszeichnungen
Ariel
- 2007: Beste Kamera für Pans Labyrinth

British Academy Film Award
- 2007: nominiert in der Kategorie Beste Kamera für Pans Labyrinth

Oscar
- 2007: Beste Kamera für Pans Labyrinth

Weitere
Boston Society of Film Critics Award
- 2006: Beste Kamera für Pans Labyrinth

Camerimage
- 2006: Beste Kamera für Pans Labyrinth

Premios del Círculo de Escritores Cinematográficos
- 2007: Beste Kamera für Pans Labyrinth

Florida Film Critics Circle Award
- 2006: Beste Kamera für Pans Labyrinth

Goya
- 2007: Beste Kamera für Pans Labyrinth

Independent Spirit Award
- 2007: Beste Kamera für Pans Labyrinth

New York Film Critics Circle Award
- 2006: Beste Kamera für Pans Labyrinth

Online Film Critics Society Award
- 2007: nominiert in der Kategorie Beste Kamera für Pans Labyrinth